# Галхуцька сільська адміністрація
Галху́цька сільська́ адміністра́ція (абх. Галхәыч ақыҭа ахадара) — сільська адміністрація в складі Ткуарчальського району Абхазії. Адміністративний центр адміністрації — село Галхуч.
Сільська адміністрація в часи СРСР існувала як Пірвелі-Гальська сільська рада Гальського району. 1994 року, після адміністративної реформи в Абхазії, сільська рада була перетворена на сільську адміністрацію, перейменована в сучасну назву і передана до складу Ткуарчальського району.
В адміністративному відношенні сільська адміністрація утворена з 5 сіл:
- Галхуч (Малий Гал, Пірвелі-Галі, Перший Гал, Самкварі)
- Земо-Гал (Земо-Галі, Верхній Гал)
- Кохора
- Лекумхара (Алакумхара)
- Цхирі

| Грузія | Це незавершена стаття з географії Грузії. Ви можете допомогти проєкту, виправивши або дописавши її. |